# Sunset Beach (Carolina del Nord)
Sunset Beach és una població dels Estats Units a l'estat de Carolina del Nord. Segons el cens del 2000 tenia 1.824 habitants.

## Demografia
Segons el cens del 2000, Sunset Beach tenia 1.824 habitants, 909 habitatges i 678 famílies. La densitat de població era de 139,5 habitants per km².
Dels 909 habitatges en un 7,6% hi vivien nens de menys de 18 anys, en un 70% hi vivien parelles casades, en un 3,3% dones solteres, i en un 25,4% no eren unitats familiars. En el 21,3% dels habitatges hi vivien persones soles el 9,2% de les quals corresponia a persones de 65 anys o més que vivien soles. El nombre mitjà de persones vivint en cada habitatge era de 2,01 i el nombre mitjà de persones que vivien en cada família era de 2,28.
Per edats la població es repartia de la següent manera: un 6,9% tenia menys de 18 anys, un 2,7% entre 18 i 24, un 12,1% entre 25 i 44, un 43,6% de 45 a 60 i un 34,7% 65 anys o més.
L'edat mediana era de 60 anys. Per cada 100 dones de 18 o més anys hi havia 95,2 homes.
La renda mediana per habitatge era de 47.356 $ i la renda mediana per família de 57.019 $. Els homes tenien una renda mediana de 40.795 $ mentre que les dones 27.708 $. La renda per capita de la població era de 36.181 $. Entorn del 3% de les famílies i el 4,2% de la població estaven per davall del llindar de pobresa.

## Poblacions més properes
El següent diagrama mostra les poblacions més properes.